# Las Vegas Review-Journal
El periódico Las Vegas Review-Journal es publicado en Las Vegas, Nevada, Estados Unidos.  Es el periódico en circulación más grande en el estado de Nevada, y uno de los dos principales periódicos en Las Vegas (El Greenspun Media Group propiedad de Las Vegas Sun es distribuido con él). Es la publicación principal de Stephens Media LLC.
El Review-Journal tiene una ideología editorial Libertaria, particularmente comparado con Las Vegas Sun, en la cual tienen acuerdo conjunto que operará hasta el año 2040. En 2005, El periódico Sun dejó de hacer las publicaciones vespertinas y empezó a distribuir como una nueva sección de Review-Journal.
El editor de Review-Journal es Sherman Frederick.

## Historia
El periódico Clark County Review fue el primero en ser impreso en 1909 y en 1926 se convirtió en Las Vegas Review. En marzo de 1929, el Clark County Journal empezó a hacer sus publicaciones, y en julio de ese mismo año, el  Review compró el periódico Journal y empezó la co-publicación de Las Vegas Evening Review-Journal. A inicios de los años 1940, los propietarios de RJ compraron a Las Vegas Age, en la cual había empezado a publicarse desde 1905 y era el periódico más viejo en Las Vegas. La palabra "evening" fue dejada de usar en 1949, después que Donald W. Reynolds y el Donrey Media Group compraran el periódico.  El RJ publicaba una edición matutina y vespertina desde ese punto hasta finales de la década de los 1980, cuando Las Vegas Sun empezara a hacer sus publicaciones en las tardes.

## Columnistas
- Norm Clarke: Es un columnista de chismes de Las Vegas Review-Journal. Su columna, "Vegas Confidential," cubre a las celebridades y a las "casi celebridades" durante sus parrandas en la ciudad de "Sin City." La columna aparece todos los días.
- Vin Suprynowicz:  Las columnas de Vin es sobre la perspectiva sobre la sociedad estadounidense desde  un punto de vista libertariano.